# Asplundia aurantiaca
Asplundia aurantiaca är en enhjärtbladig växtart som beskrevs av Gunnar Wilhelm Harling. Asplundia aurantiaca ingår i släktet Asplundia och familjen Cyclanthaceae. Inga underarter finns listade.